# Barossus cineraceus
Barossus cineraceus är en skalbaggsart som beskrevs av Leon Fairmaire 1893. Barossus cineraceus ingår i släktet Barossus och familjen långhorningar.
Artens utbredningsområde är Madagaskar. Inga underarter finns listade.